# Universidad Internacional del Ecuador (UIDE)
La Universidad Internacional del Ecuador (UIDE) es una universidad privada autofinanciada con sede en la ciudad de Quito, Ecuador. Fue fundada en 1992 a través de la constitución de la Fundación denominada “Jorge Fernández” conformada por las siguientes personas Marcelo Fernández Sánchez, Xavier Fernández Orrantia, Verónica Fernández, Patricio Fernández Sánchez, Gabriela Fernández y Luis Carlos Fernández G. y entró en funcionamiento el 21 de octubre de 1992. La UIDE es administrada por la Fundación “Jorge Fernández”.
En la actualidad su campus, de 38 hectáreas, está ubicado entre los valles de Cumbayá y los Chillos, al sur oriente de la ciudad de Quito, a 20 minutos del hipercentro de esta urbe.  Alberga a más de 12.000 m2  de construcción entre bosques y jardines, distribuidos entre oficinas administrativas, aulas, bibliotecas, lugares de recreación y alimentación, canchas deportivas y residencias para estudiantes. Sus instalaciones albergan un jardín botánico, un campo de golf y establos de caballos. Además, la universidad cuenta con sedes en Loja y Guayaquil, y un Centro de Investigación Internacional en Galápagos.
Además de ser la Única Universidad del Ecuador  y la primera de Suramérica en afiliarse a Universidad Estatal de Arizona(ASU), #1 en innovación de Estados Unidos. Su entorno académico te permitirá interactuar con docentes y estudiantes nacionales y extranjeros. Además, permite la oportunidad de realizar intercambios estudiantiles a más de 95 destinos académicos.
La carrera de Odontología recibe la acreditación por parte del CEAACES.
La UIDE fue la única universidad privada, autofinanciada y con extensiones en ser recategorizada entre las mejores universidades del Ecuador.

## Campus
En sus inicios, la UIDE funcionó en la casa señorial de la familia Fernández Sánchez ubicada en la avenida Colombia, Quito. En 2003, la Fundación “Jorge Fernández” adquirió la 38 hectáreas que componen el campus actual, el cual empezó sus funciones en 2005 aunque se inauguró oficialmente el 28 de marzo de 2007. En el acto, se contó con la presencia del alcalde Metropolitano de Quito el general Paco Moncayo, el expresidente Constitucional de la República Rodrigo Borja Cevallos, el exvicepresidente Pedro Aguayo Cubillo y los exministros de Relaciones Exteriores Jorge Salvador Lara, Luis Valencia Rodríguez y José Ayala Lasso.
Dentro de las 38 hectáreas que abarca el campus de la universidad, se encuentra la 4 edificios que abarcan la facultad de Ingeniería Automotriz, la facultad de gastronomía, la facultad de Ciencias de la Salud y la Vida, y de Aulas (en el que se encuentran las demás facultades y laboratorio), un campo de golf, una pista de BMX, canchas de golf, fútbol, básquet y tenis, área de juegos paintball, área de Entrenamiento Hípico, área de juegos, pared de escalada, parqueaderos normales y preferenciales, y cuatro áreas de comida.

## Programa de Becas
La UIDE otorga becas y ayudas económicas a los estudiantes que están interesados en una verdadera educación global que se reinventa periódicamente. Los tipos de beca con los que cuenta la institución son académicas, deportivas, de acción afirmativa, por héroes nacionales, por pueblos y nacionalidades, por convenios, por concurso, socioeconómica y por movilidad humana.

## Aspectos Académicos

### Enseñanza
La UIDE tiene las facultades de Business School (carreras como Administración de Empresas, Marketing, Negocios Internacionales); Ciencias Técnicas (carreras como Ingeniería Automotriz, Ingeniería Civil e Ingeniería Mecatrónica); Arquitectura, Diseño y Arte (carreras como Arquitectura y Diseño); Ciencias Médicas, de la Salud y la Vida (carreras como Medicina, Odontología, Psicología y Veterinaria) ; Hospitalidad y Gestión Ambiental (carreras como Hospitalidad y Hotelería y Gastronomía); y Jurisprudencia, Ciencias Sociales y Humanidades A.F. Córdova (carreras de Comunicación, Derecho y Relaciones Internacionales).
En noviembre de 2014,  la Escuela de Medicina alcanza el 100% de aprobación en el examen de habilitación profesional del Consejo de Evaluación Acreditación y Aseguramiento de la Calidad de la Educación Superior (CEAACES).
La UIDE en 2021 se une a Cintana Alliance y anuncia su afiliación de clase mundial a Arizona State University (ASU).
La UIDE se convierte en la única universidad del Ecuador, de entre más de 60 instituciones de educación superior, en ser escogida por una casa de estudios estadounidense para formar una alianza estratégica en nuestro país.
En octubre de 2024, la Universidad Internacional del Ecuador (UIDE) obtuvo la acreditación internacional de su Programa Educativo de Medicina por parte del Consejo Mexicano para la Acreditación de la Educación Médica (COMAEM).

### Investigación
La UIDE cuenta con una Dirección General de Investigación y Posgrados, cuyo misión principal es administrar la función de investigación y orientar las propuestas y operación de programas de posgrados de la universidad en sus diferentes sedes. Las líneas en las que sea desarrolla la actividad investigadora de la UIDE son Educación y Cultura; Sociedad y Democracia; Cambio Climático, Hábitat y Desarrollo; Salud y Calidad de Vida; Innovación y Desarrollo Tecnológico; y Empresa e Innovación.

### Examen de Habilitación Profesional
La Escuela de Medicina de la UIDE demostró su excelencia académica al alcanzar un 100% de aprobación en la segunda convocatoria del 2024 del examen de habilitación profesional (EHEP) del Consejo de Evaluación, Acreditación y Aseguramiento de la Calidad de la Educación Superior (CEAACES). Este logro significó la mayor tasa de aprobación entre todas las universidades del Ecuador en dicha evaluación. 